# Zuccarello
Zuccarello (, Sucâelo in ligure, Succarello o Sucælo in genovese, rispettivamente grafia unitaria e grafia ufficiale) è un comune italiano di 290 abitanti della provincia di Savona in Liguria.
L'antico nucleo medievale fu la capitale del Marchesato di Zuccarello, antico stato italiano preunitario dal XIV secolo al XVII secolo.

## Geografia fisica
Il territorio di Zuccarello è situato nella valle del torrente Neva, a monte della confluenza di quest'ultimo con il torrente Pennavaira. Tra le vette del territorio il poggio Grande (813 m), il monte Arena (536 m), il poggio Monfalcone (488 m).

## Storia

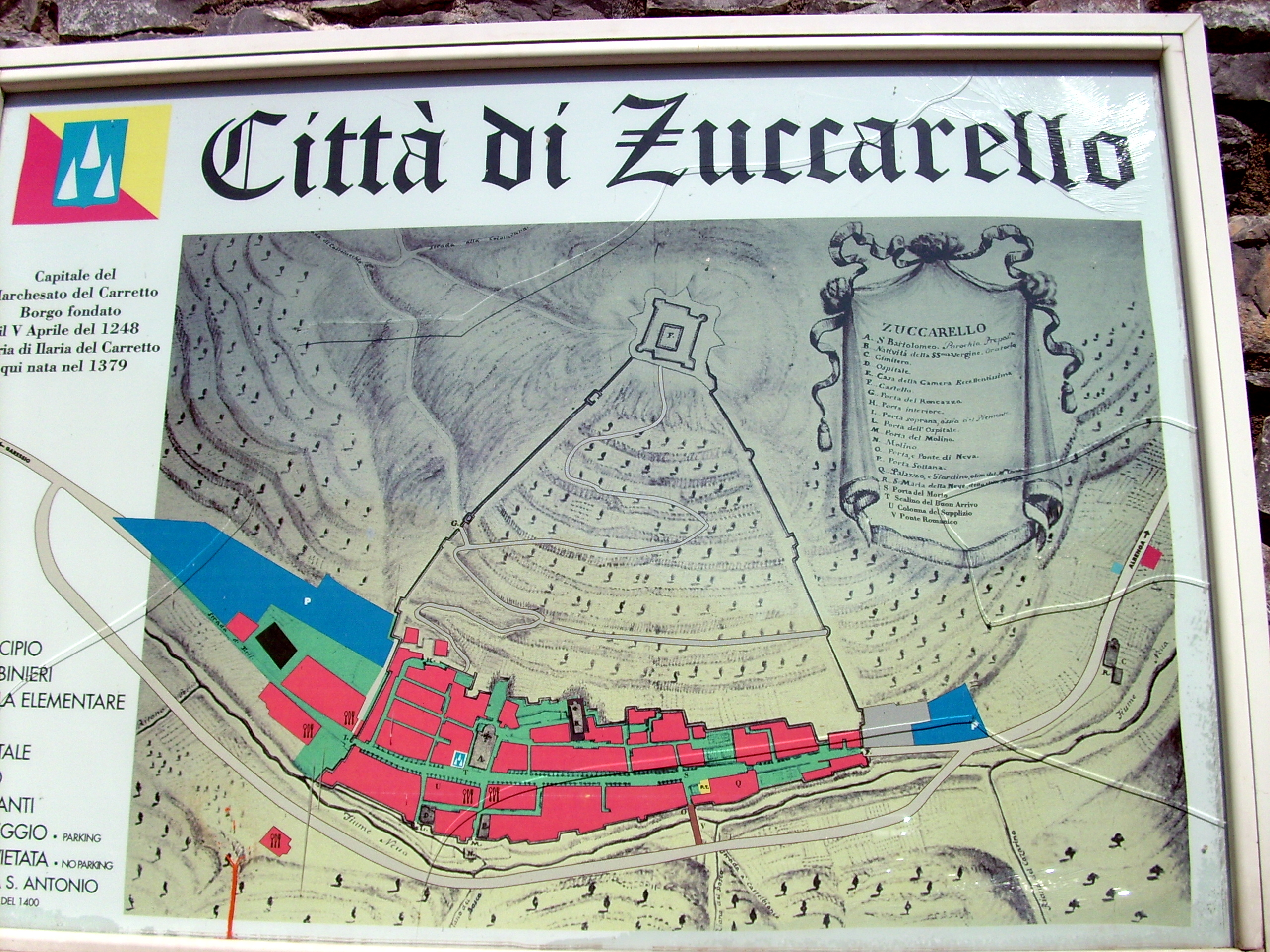
Planimetria del borgo da una mappa settecentesca del cartografo Matteo Vinzoni

Il borgo medievale di Zuccarello fu fondato con atto notarile del 4 aprile (o 30 aprile) del 1248 - con firma dal notaio Martino di Bossoleto presso il castello zuccarellese (citato per la prima volta nel 1233) - dai marchesi di Clavesana Bonifacio III, Emanuele I e Francesco I, e dai rappresentanti locali (procuratori e sindaci) della popolazione della val Neva, l'antica Vallis Cohedani; l'atto di fondazione è ancora oggi conservato presso l'archivio storico comunale. Gli stessi marchesi doteranno il nuovo feudo di regolamenti e statuti datati al 1281, tra i più antichi del ponente ligure dopo Sanremo ed Apricale.
Già in epoca medievale, a causa della strategica posizione geografica, fu più volte conteso tra le varie fazioni nobiliari.
Il matrimonio nel 1326 tra Enrico Del Carretto e la figlia di Enrico II di Clavesana, Caterina, portò per la famiglia carrettesca al possedimento di metà dei territori di Zuccarello e Castelvecchio di Rocca Barbena; nel 1335 i Del Carretto acquistarono la restante parte dei due feudi da Giacomo Saluzzo, che aveva sposato Argentina, altra figlia del marchese di Clavesana.
Con Carlo I Del Carretto, nel 1397, Zuccarello divenne sede dell'omonimo marchesato che assoggettò tra i territori, villaggi e fortificazioni il castello di Balestrino, Castelvecchio di Rocca Barbena, Erli e Nasino, quest'ultimo nel 1420. In questa fase storica nacque dal ramo carrettesco finalese il nuovo ramo dei Del Carretto di Zuccarello. Anche i Del Carretto zuccarellesi, come quelli di Finale, ebbero un rapporto di dedizione feudale con i duchi di Milano, anche se durante la complessa transizione fra la dinastia ducale dei Visconti e quella degli Sforza con atto del 18 maggio 1449 i marchesi zuccarellesi Carlo e Giorgino Del Carretto fecero atto di vassallaggio alla Repubblica di Genova.

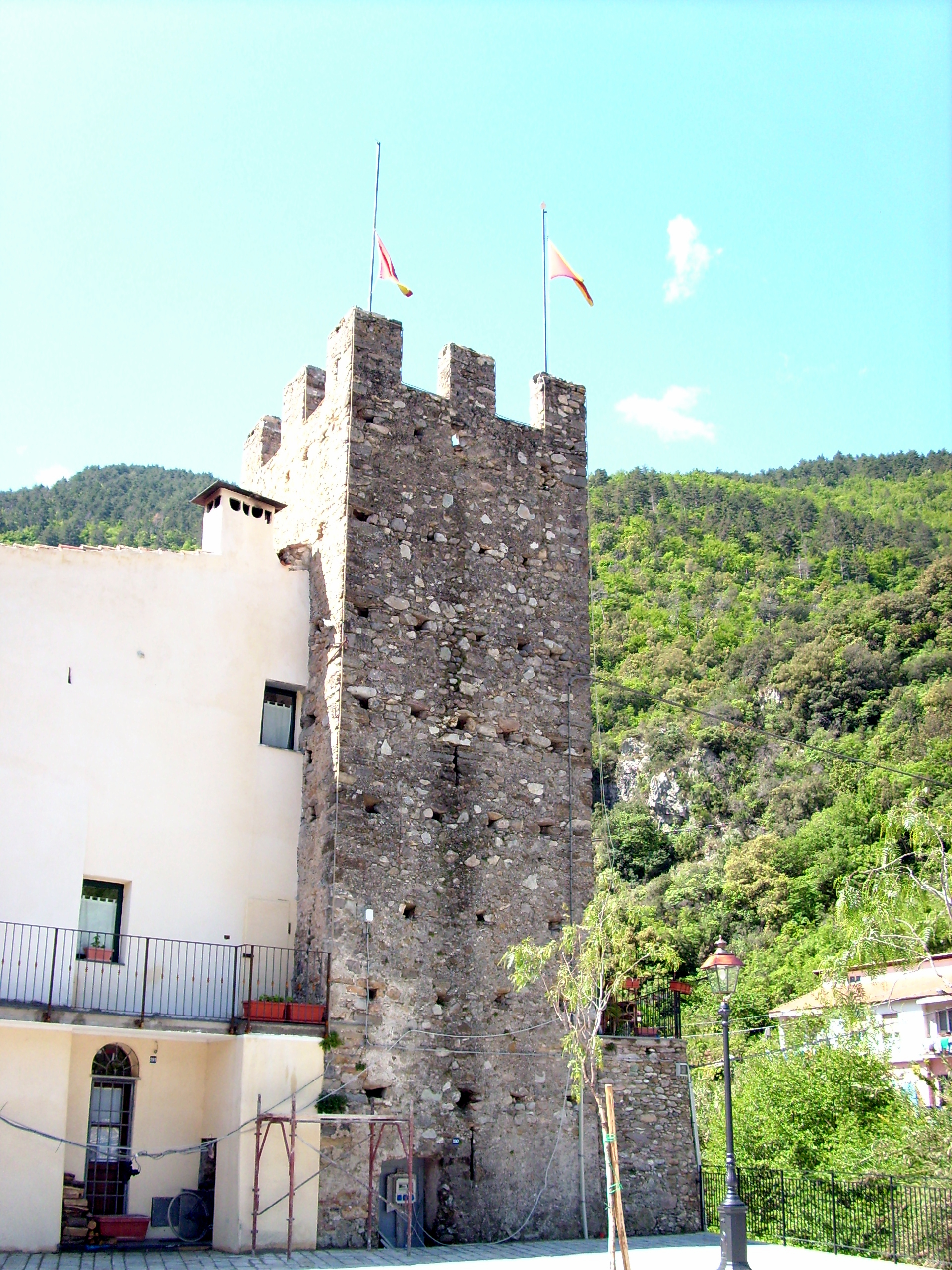
La torre medievale

La repubblica genovese acquistò nel corso del 1567 dal marchese Gio Antonio Del Carretto un terzo del feudo (più il locale castello e la sua giurisdizione) concedendo a Genova, tra l'altro, il diritto di prelazione.
Un nuovo scenario politico avvenne nell'aprile del 1588 quando il marchese di Zuccarello Scipione Del Carretto vendette la parte del suo feudo al duca Carlo Emanuele I di Savoia per la somma di 60.000 scudi d'oro (e ottenendo altri privilegi monetari pure per la sua famiglia), una cessione che certamente avrebbe giovato e consolidato il dominio sabaudo sul ponente ligure. Tale trattativa, però, fu impugnata a stretto giro da Genova che inviò alla corte di Praga dell'imperatore Rodolfo II un proprio ambasciatore affinché il sovrano annullasse tale decisione. Sovrano che, su consiglio del gentiluomo di corte Ottavio Del Carretto, fratello minore del marchese Scipione, decise sul finire dello stesso anno di "congelare" il passaggio di proprietà tra la famiglia carrettesca e lo stato sabaudo nell'attesa di un responso giuridico da parte di un'apposita commissione.
La "causa di Zuccarello" si protrasse a lungo nel tempo, nonostante gli appelli dei vari ambasciatori sabaudi e genovesi che nell'ordine si recarono a Praga, e solamente all'inizio del 1593 l'imperatore pronunziò un diploma ufficiale in favore di quel Ottavio Del Carretto che ottenne l'investitura sul feudo zuccarellese. L'ambasciatore per i Savoia Manfredo Goveano ottenne solamente da Rodolfo II che all'estinzione del ramo Del Carretto di Zuccarello, il duca di Savoia avesse il diritto di prelazione all'acquisto del feudo, diritto che venne annullato nel 1622.
Diviso nelle proprietà tra il marchese Ottavio Del Carretto, fratello minore di Scipione, e la Repubblica di Genova, il feudo di Zuccarello si consolidò nel 1624 quando per la somma di 200.000 fiorini il primo decise di vendere la sua parte a Genova. La vendita provocò un nuovo scontro tra lo stato genovese e il vicino ducato sabaudo che nel corso del 1625 sfociò nella cosiddetta "guerra del sale" o "guerra di Zuccarello", che nel 1631 sfociò nel trattato di Cherasco. Dopo una lunga controversia legale tra le parti, che vide tra l'altro il controllo del marchesato da parte di commissari imperiali, con atto del 1633 lo stato genovese poté assumere pieno controllo di Zuccarello e della sua ex giurisdizione marchionale.
Zuccarello vide altre battaglie nei suoi territori: nel 1672; nel 1746-1747 nei fatti d'armi correlati alla guerra di successione austriaca dove il paese fu difeso e riconquistato dai soldati genovesi e corsi dall'assedio piemontese; tra il 1795 e il 1797 durante la Campagna d'Italia di Napoleone Bonaparte. Il borgo medievale fu sede del quartier generale delle truppe francesi del generale Andrea Massena durante la battaglia di Loano del 23 e 29 novembre 1795.
Con la dominazione francese il territorio di Zuccarello rientrò dal 2 dicembre 1797 nel Dipartimento del Letimbro, con capoluogo Savona, all'interno della Repubblica Ligure. Dal 28 aprile del 1798 fece parte del III cantone, come capoluogo, della Giurisdizione di Centa e dal 1803 centro principale del IV cantone della Centa nella Giurisdizione degli Ulivi. Annesso al Primo Impero francese, dal 13 giugno 1805 al 1814 venne inserito nel Dipartimento di Montenotte.
Nel 1815 fu inglobato nella provincia di Albenga del Regno di Sardegna, così come stabilì il Congresso di Vienna del 1814, e successivamente nel Regno d'Italia dal 1861. Dal 1859 al 1926 il territorio fu compreso nel I mandamento di Albenga del circondario di Albenga facente parte della provincia di Genova; nel 1927 con la soppressione del circondario ingauno passò, per pochi mesi, nel circondario di Savona e, infine, sotto la neo costituita provincia di Savona.
L'ultimo aggiustamento dei confini amministrativi avvenne nel 1929 quando cedette al comune di Cisano sul Neva le frazioni di Conscente e Martinetto.
Dal 1973 al 31 dicembre 2008 ha fatto parte della Comunità montana Ingauna e, con le nuove disposizioni della Legge Regionale n° 24 del 4 luglio 2008, ha fatto parte fino al 2011 della Comunità montana Ponente Savonese.

### Simboli
Stemma
Gonfalone
Bandiera

È un'arma parlante. Simbolo del comune è lo stemma storicamente in uso come documentato da cronache del 1636 e del 1786 e si rifà all'araldica medievale, dove i pani di zucchero venivano utilizzati per simboleggiare montagne o colline. Nel caso di Zuccarello, i tre pani o monti si identificherebbero nelle tre montagne più alte che circondano il borgo.

## Monumenti e luoghi d'interesse

La chiesa di San Bartolomeo nel cuore del borgo storico

### Architetture religiose
- Chiesa di San Bartolomeo nel centro storico di Zuccarello. La parrocchiale fu eretta assieme al borgo nel XIII secolo, anche se alcune fonti storiche riportano la fondazione tra l'XI e XII secolo e quindi molto prima della nascita "ufficiale" di Zuccarello.
- Oratorio di Santa Maria Nascente e San Carlo nel centro storico di Zuccarello. Eretto tra il XVII e XVIII secolo conserva un crocifisso del XV secolo portato in processione nel paese, illuminato con l'ausilio di fiaccole, durante la festività religiosa del Venerdì santo.
- Cappella di Sant'Antonio abate nel centro storico di Zuccarello, con affreschi del tardo medioevo.
- Chiesa di Nostra Signora della Neve, nei pressi del cimitero locale, risalente al XVIII secolo.

### Architetture civili
- Palazzo Marchionale. Sito nel centro storico conserva al suo interno diversi cicli di affreschi. Nel 1459 qui avvenne lo storico incontro tra Giovanni di Calabria, rappresentante del regno francese e della Repubblica di Genova, e i signori feudali marchesi Del Carretto per siglare ufficialmente la fine delle ostilità tra Genova e i Del Carretto del Marchesato di Finale.
- Porta del Molino.
- Porta Soprana o del Piemonte con la caratteristica torre medievale.
- Porta Interiore.
- Porta del Ponte, forse risalente al XVII secolo.
- Porta sul torrente Neva, forse risalente all'epoca tardo medievale.
- Porta Sottana con la presenza della torre con elementi tardo medievali.
- Porta "del Morto".
- Teatro Civico "Quinzio Delfino".
- Casa "del Molino" con elementi del tardo medioevo presenti nella facciata.

### Architetture militari
Secondo alcune note storiche l'edificazione del castello di Zuccarello, citato per la prima volta nel 1233, è antecedente alla fondazione del borgo medievale (1248) e fu nei secoli successivi più volte restaurato. Tra gli ultimi interventi conservativi e di rinforzo vi furono quelli ordinati dal generale francese Andrea Massena delle truppe napoleoniche verso la fine del XVIII secolo.
Usato anticamente come abitazione, fu prevalentemente utilizzato per il controllo della media val Neva assieme ai castelli di Conscente - presso Cisano sul Neva - e di Castelvecchio di Rocca Barbena. Nei pressi del castello vi è l'antico attraversamento boschivo denominato il "Sentiero di Ilaria" (dal nome della marchesa Ilaria del Carretto) che, in 3 km, permette di raggiungere il territorio di Castelvecchio di Rocca Barbena: il percorso è inserito nel parco culturale della Riviera Ligure delle Palme.

## Società

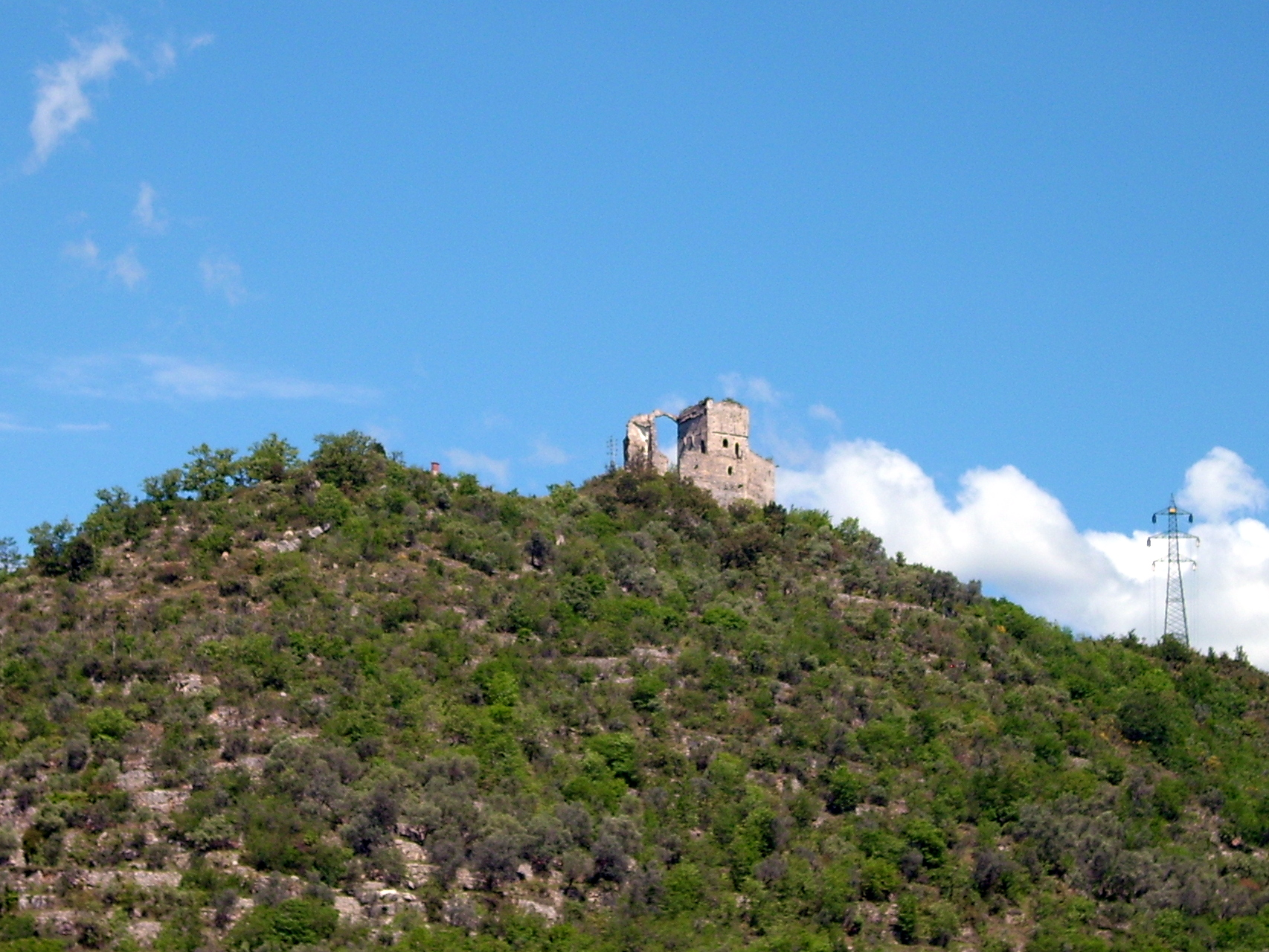
I ruderi del castello sopra l'abitato

### Evoluzione demografica
Abitanti censiti

### Etnie e minoranze straniere

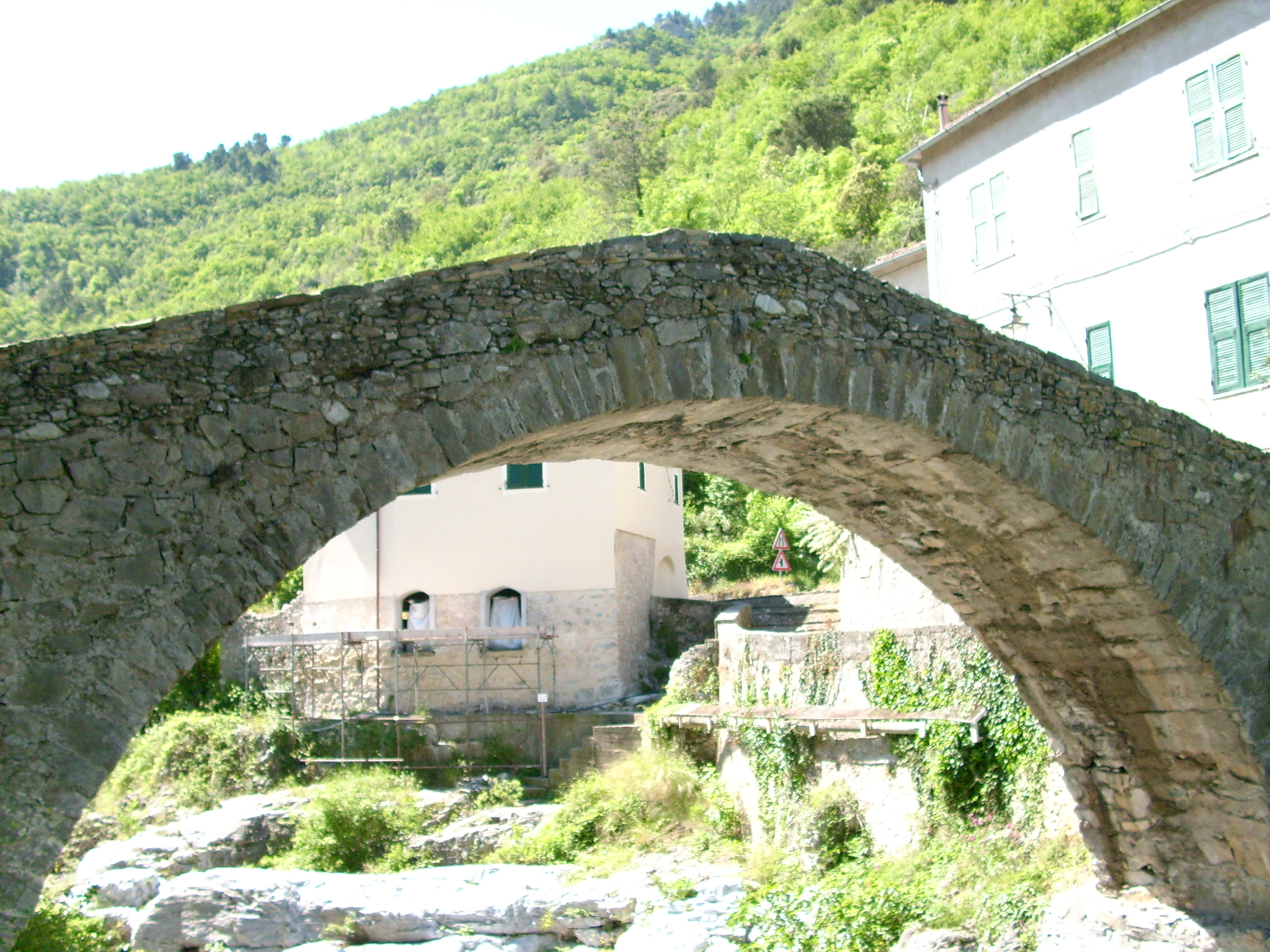
Antico ponte presso il borgo zuccarellese

Secondo i dati Istat al 31 dicembre 2020, i cittadini stranieri residenti a Zuccarello sono 31.

### Qualità della vita
Il 5 luglio 2005 il Comune di Zuccarello ha conseguito la certificazione del proprio sistema di gestione ambientale conformemente alla norma ISO 14001.
Il comune fa parte del circuito dei borghi liguri più belli d'Italia, Comuni Fioriti, Federazione Europea Città Napoleoniche, Associazione Nazionale Comuni Luoghi del Medioevo, Perle della Liguria, Antiche Vie del Sale-Strade del Mare.

## Geografia antropica
Oltre al borgo medievale del capoluogo comprende l'unica frazione di Martinetto, località sparse e la borgata storica di Sant'Antonio per una superficie territoriale di 10,81 km².
Confina a nord con i comuni di Erli e Castelvecchio di Rocca Barbena, a sud con Cisano sul Neva, ad ovest con Castelbianco, ad est con Balestrino.

### Urbanistica
Il borgo fu edificato dagli abitanti, che avrebbero poi costituito il paese, dal Natale del 1248 allo stesso periodo natalizio del 1249; in un antico documento storico si è potuto apprendere che un curioso patto sancì che chi non avesse terminato la propria residenza entro la data stabilita sarebbe stato bandito definitivamente dal nuovo borgo e multato di un'apposita somma a seconda della fascia di età.
L'urbanistica del centro storico si presenta ancora oggi nella sua originalità, un'unica via centrale con ai lati numerosi caruggi e portici con arcate e pilastri di diverse grandezze. Conserva inoltre numerosi resti di altre costruzioni difensive tra cui torri, mura e porte d'accesso. Di pregio artistico il ponte, risalente al Medioevo, a schiena d'asino tra i meglio conservati della Riviera di Ponente.

## Economia
Basa la sua principale risorsa economica sull'attività agricola, specie nella coltivazione dell'olivo, della frutta (albicocche, pesche, ciliegie) e degli ortaggi.

## Infrastrutture e trasporti

### Strade
Il territorio di Zuccarello è attraversato dalla strada statale 582 del Colle di San Bernardo che permette il collegamento stradale con Castelvecchio di Rocca Barbena, a nord, e Cisano sul Neva a sud.

## Amministrazione

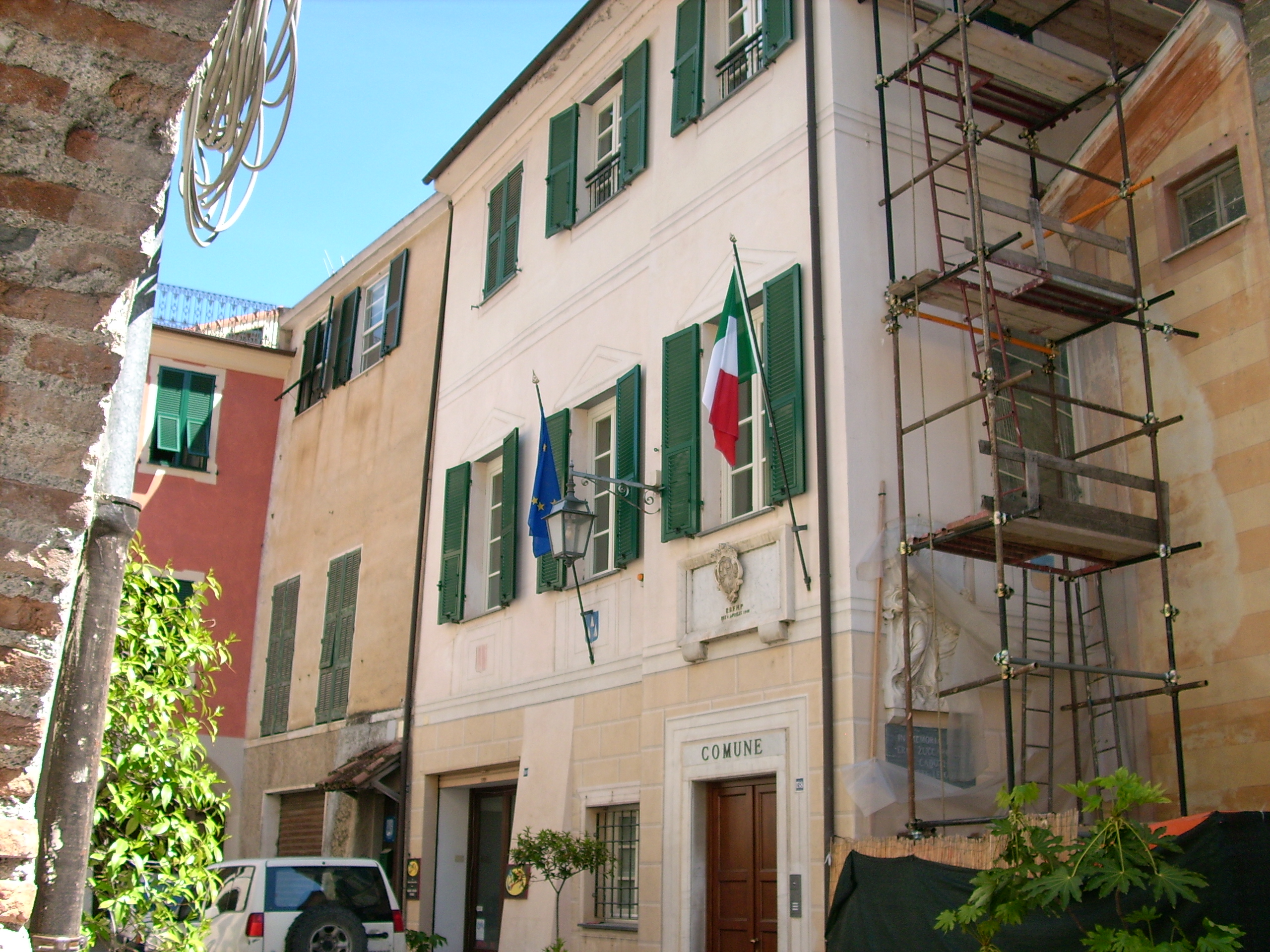
Il municipio

| Periodo           | Periodo           | Primo cittadino     | Partito                                              | Carica         | Note   |
| ----------------- | ----------------- | ------------------- | ---------------------------------------------------- | -------------- | ------ |
| 1975              | 11 luglio 1985    | Bartolomeo Freccero | lista civica                                         | Sindaco        |        |
| 11 luglio 1985    | 1º giugno 1990    | Bartolomeo Freccero | lista civica                                         | Sindaco        |        |
| 1º giugno 1990    | 24 aprile 1995    | Bartolomeo Freccero | lista civica                                         | Sindaco        |        |
| 24 aprile 1995    | 14 giugno 1999    | Bartolomeo Freccero | lista civica                                         | Sindaco        |        |
| 14 giugno 1999    | 14 giugno 2004    | Bartolomeo Freccero | lista civica                                         | Sindaco        |        |
| 14 giugno 2004    | 13 dicembre 2004  | Stefano Mai         | Uniti per Zuccarello (lista civica di centro-destra) | Sindaco        | [ 18 ] |
| 13 dicembre 2004  | 5 aprile 2005     | Marco Di Giovanni   |                                                      | Comm. straord. | [ 19 ] |
| 20 aprile 2005    | 30 marzo 2010     | Stefano Mai         | Uniti per Zuccarello (lista civica di centro-destra) | Sindaco        |        |
| 30 marzo 2010     | 1º giugno 2015    | Stefano Mai         | Lega Nord                                            | Sindaco        |        |
| 1º giugno 2015    | 22 settembre 2020 | Claudio Paliotto    | Uniti per Zuccarello (lista civica di centro-destra) | Sindaco        |        |
| 22 settembre 2020 | in carica         | Claudio Paliotto    | Uniti per Zuccarello (lista civica di centro-destra) | Sindaco        |        |